# Will Thomas
William Benson Thomas (Baltimore, 1 de julho de 1986) é um ex-basquetebolista profissional estadunidense. O atleta que possui 2,03m de altura e atua na posição Ala.

## Títulos e Honrarias

### Clubes
- 2009-10. Belgacom Liege Basket (Bélgica). Liga belga. Finalista
- 2009-10. Belgacom Liege Basket (Bélgica). Supercopa. Campeão
- 2010-11. Telenet Oostende (Bélgica). Copa. Finalista

- 2011-12. Army Sport Klub Tbilisi (Georgia). Copa. Campeão
- 2011-12. Army Sport Klub Tbilisi (Georgia). Superliga. Campeão
- 2012-13. Pinar Karsiyaka (Turquia). Eurochallenge. Finalista
- 2015. Unicaja. Supercopa Endesa. Finalista

- 2016-17. Valencia. Copa del Rey. Finalista
- 2016-17. Valencia. Eurocup. Finalista

- 2016-17. Valencia. Liga Endesa. Campeão
- 2017-18. Valencia. Supercopa Endesa. Campeão

2019–2021	Zenit
2021–2022	AS Monaco Basket
2022–2024	Unicaja Málaga